# Jack Geller

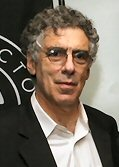
Jack Gellar

Jack Geller este un personaj fictiv din serialul Friends, creat de David Crane și Marta Kauffman. Este interpretat de Elliott Gould. 
Jack Geller este tatăl Monicăi și al lui Ross și soțul lui Judy Geller. Este, de asemenea, prieten bun cu Richard Burke. Iese în evidență prin faptul că spune pe față ce gândește, fără menajamente (de exemplu îi spune unui englez "om mic și zgârcit, ai fii vorbit germană dacă nu eram noi"). Este fumător, dar ascunde lucrul acesta. Când cineva îi găsește pachetele de țigări dă vina pe Judy. Unul dintre copii Monicăi este numit Jack, după el.